# Koralförspel
Koralförspel kallas en bearbetning för orgel av en koralmelodi, som därvid exponeras helt eller delvis, medan övriga stämmor kontrapunkterar eller ackompanjerar. Syftet är att förbereda församlingen för sång, och är ofta improviserat, men ibland i form av en komposition med mer eller mindre tydlig anknytning till en viss psalmmelodi.
Koralharmonisering kallas den praktiska del av harmonistudiet som har sitt ursprung i generalbasläran med dess regler om ackordsuppbyggnad och stämföring. En strikt fyrstämmig sats har varit förhärskande ända in i våra dagar, så t. ex. i 1939 års svenska koralbok.